# Ionuț Balaur
Ionuț Balaur (Vaslui, 6 giugno 1989) è un calciatore rumeno, difensore dell'Unirea Alba Iulia.

## Carriera
Con il Vaslui ha esordito in massima serie nella stagione 2006-2007.
Nella stagione 2011-2012 ha giocato 9 partite in campionato, 4 in Europa League e due nella coppa nazionale.

## Palmarès

### Club

#### Competizioni nazionali
- Coppa di Romania: 1

Voluntari: 2016-2017
- Supercoppa di Romania: 1

Voluntari: 2017